# Trängen

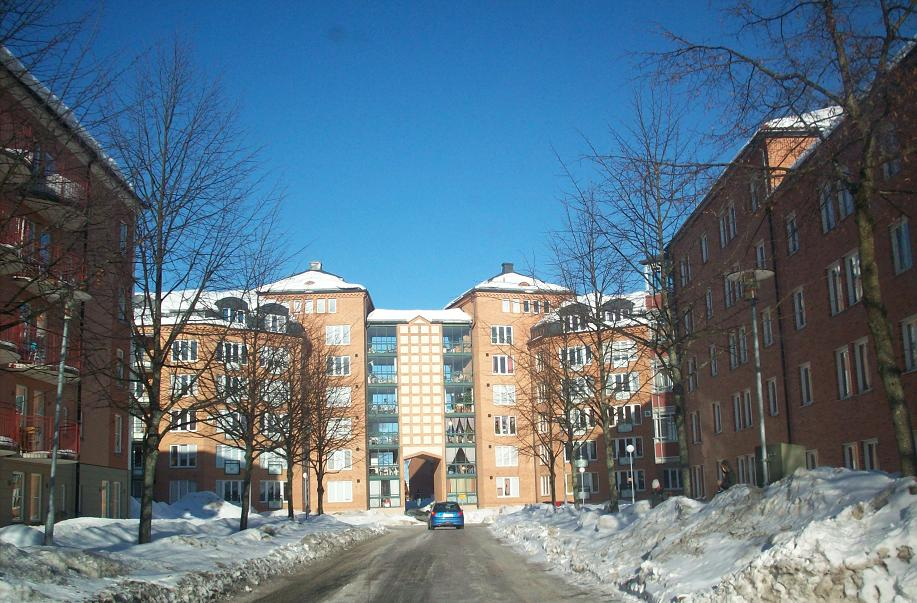
Norra Trängallén under vintertid.

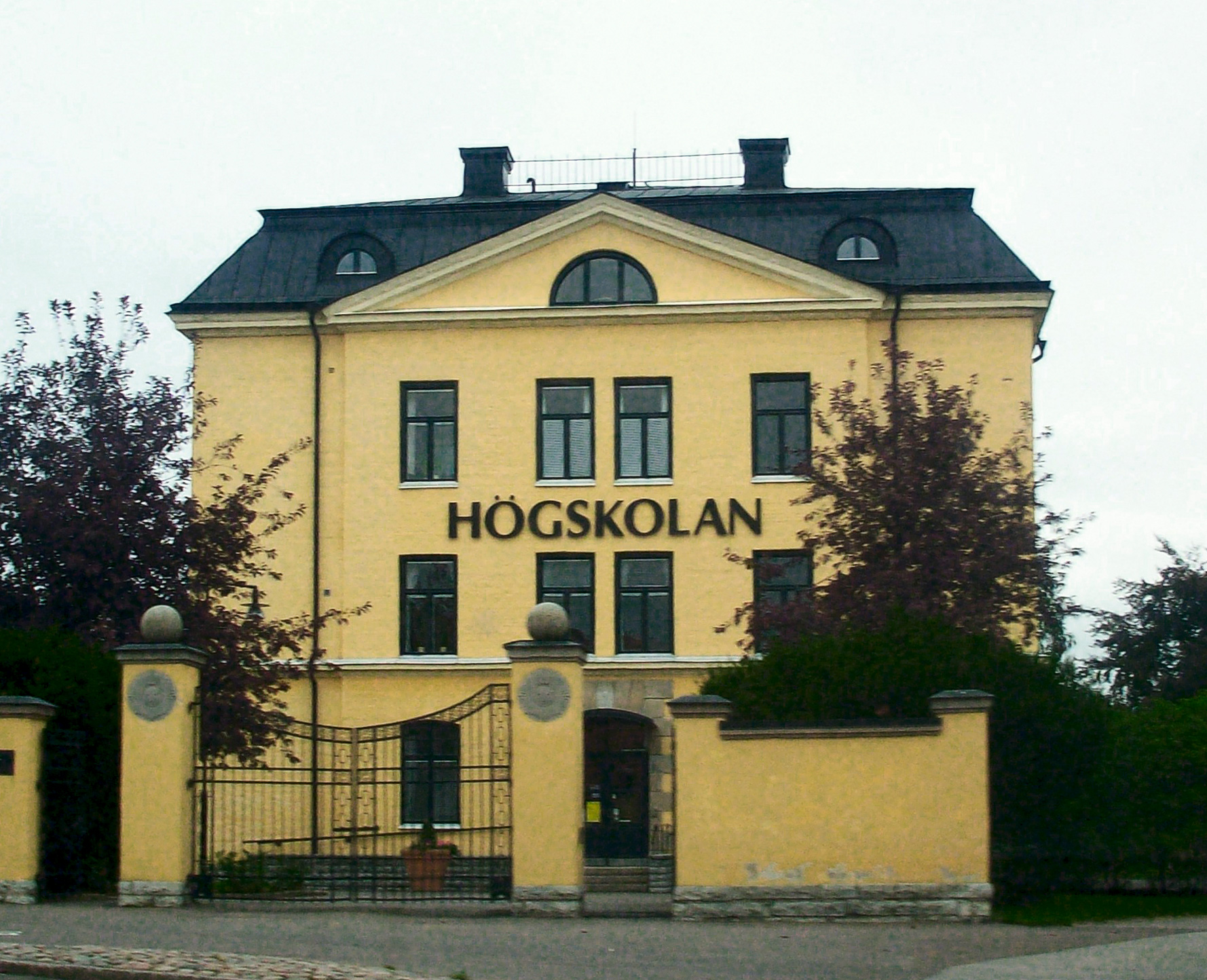
Högskolan i Skövde.

Trängen är en liten stadsdel intill Norrmalm i Skövde. På Trängen låg mellan 1905 och 1986 Göta trängregemente (T 2), senare flyttade Högskolan in i regementets gamla lokaler.
Området utgörs i huvudsak av högskolans byggnader och bostadshus för såväl studenter som icke-studenter.

## Angränsade stadsdelar
- Centrum
- Norrmalm
- Mariesjö